# Holdgate Castle
Holdgate Castle, auch Holgate Castle, ist eine Burgruine im Dorf Holdgate zwischen den Städten Craven Arms und Bridgnorth in der englischen Grafschaft Shropshire.
Die Burg wurde bereits 1068 im Domesday Book erwähnt. Es handelte sich um eine Motte, in der später ein Kolleg für Diözesanpriester untergebracht war. Das Kolleg wurde vor 1210 gegründet und nach 1373 aufgelöst.
Heute sind von der Burg noch Erdwerke und steinerne Fundamente erhalten, ebenso wie Überreste eines halbrunden Flankierungsturmes aus dem 13. Jahrhundert, die Teil eines Bauernhofes in der Nähe sind.